# DOCSIS
Data Over Cable Service Interface Specification (DOCSIS) er en international telekommunikationsstandard, som specificerer hvordan der kan leveres bredbånd igennem et kabel-tv-anlæg. DOCSIS-standarden beskriver kommunikationen mellem et kabelmodemtermineringssystem og et kabelmodem.
DOCSIS anvendes af kabel-tv-operatører til at levere internet ovenpå en eksisterende kabel-tv-infrastruktur, og bruges blandt andre af YouSee og Norlys i Danmark.

## Historie
Den første version af DOCSIS blev udgivet i marts 1997, og siden har fulgt en række revideringer af standarden, som har betydet mulighed for at levere højere bredbåndshastigheder, forbedret servicekvalitet og sikkerhed, samt understøttelse IP-telefoni og IPv6. DOCSIS-standarden udgives af den almennyttige organisation CableLabs, som er et forsknings- og udviklingsfællesskab finansieret af medlemsvirksomhederne.

### Versioner
| DOCSIS version  | Offentliggjort | Maksimum downloadkapacitet | Maksimum uploadkapacitet | Features                                                                                                 |
| --------------- | -------------- | -------------------------- | ------------------------ | --- |
| 1.0             | 1997           | 40 Mbit/s                  | 10 Mbit/s                | Oprindelig udgivelse                                                                                     |
| 1.1             | 2001           | 40 Mbit/s                  | 10 Mbit/s                | Tilføjede mulighed for VoIP, standardiserede DOCSIS 1.0 servicekvalitetsmekanismerne                     |
| 2.0             | 2002           | 40 Mbit/s                  | 30 Mbit/s                | Forøgede uploadkapaciteten                                                                               |
| 3.0             | 2008           | 1.2 Gbit/s                 | 200 Mbit/s               | Drastisk forøgelse af download/upload-hastighederne, understøttelse af IPv6, introducerede kanal bonding |
| 3.1             | 2016           | 10 Gbit/s                  | 1 Gbit/s                 | Drastisk forøgelse af download/upload-hastighederne, ændringer til kanalspecifikationerne                |
| 3.1 Full Duplex | Ukendt         | 10 Gbit/s                  | 10 Gbit/s                | Forventes at introducere understøttelse for symmetriske hastigheder.                                     |